# Авербах, Моисей Наумович
Моисе́й Нау́мович Аверба́х (30 декабря 1906, Москва — 10 декабря 1982, Москва) — советский писатель и правозащитник, спасший в сталинских лагерях многих невинно осуждённых.

## Биография
Родился в Москве в семье коммерсанта, купца первой гильдии Наума Израилевича Авербаха (1872—1916) и Ханы-Дины Израилевны-Давидовны (Анны Давидовны) Блюмберг (1878—1968), родом из Ковно. В 1930 году окончил институт им. Плеханова по специальности «горный инженер».
В 1934 году был арестован за организацию фонда помощи однокурсникам, нуждающимся в деньгах. Статья — КРТД (контрреволюционная троцкистская деятельность). Получил три года ссылки в г. Тулу.
В 1938 году снова был арестован и по решению Особого совещания получил 8 лет лагерей. Сначала был на лесоповале, потом попал в Воркуту, где с 1941 по 1961 годы работал начальником вентиляции на 40-й шахте. Во время работы в Воркуте спас от гибели на «общих работах»  многих осуждённых (среди них — известный писатель, герой войны в Испании, Алексей Эйснер, профессор-экономист Элькон Лейкин (известен на Западе по работам под псевдонимом Зимин), писатель-историк П. И. Негретов, экономист П. И. Фонберг, американский журналист Ж. Грин и многие другие).
В 1956 году был реабилитирован по всем делам. В 1961 году вышел на пенсию и вернулся в Москву. Работал в комиссии народного контроля и жилищной комиссии Моссовета на общественных началах, оказывал бесплатные юридические консультации по гражданским и уголовным делам, занимался литературным трудом. Возглавлял группу бывших сталинских узников, которые активно занимались распространением «самиздата» и «тамиздата» и в определённой степени формировали антисоветские общественные настроения.
Умер в 1982 году. Похоронен на Востряковском кладбище.

### Семья
- Жена (с 1945 года) — Елена Александровна Кавельмахер (урождённая Колобашкина, 1903—1992), машинистка.
  - Пасынок — Вольфганг Вольфгангович Кавельмахер.
    - Внук — Сергей Вольфгангович Заграевский.

## Творчество
Главное литературное произведение М. Н. Авербаха — роман «К вящей славе Господней (Ad majorem Dei gloriam)». Это и роман-автобиография, и роман-документ. В каждом из двух основных персонажей — Моргунове и Ильине — присутствуют те или иные черты характера и факты из биографии самого автора. Но самое главное — это анализ того, что происходило в СССР в тридцатые годы.
Роман был главным делом жизни М. Н. Авербаха, он начал его писать сразу после реабилитации в середине 1950-х годов и работал над ним более десяти лет. В СССР антисталинский, фактически антикоммунистический, роман, рассказывающий о жизни и смерти в «исправительно-трудовых лагерях», не мог быть опубликован. За границу автор принципиально отказывался его передавать. В итоге книга при жизни автора так и не увидела свет и была опубликована только в 2008 году его внуком С. В. Заграевским.
Кроме романа, М. Н. Авербах написал ряд повестей и рассказов.
Произведения М. Н. Авербаха являются значительным нарративным источником по истории города Воркуты, Ухтпечлага и Воркутлага.
В книге «Архипелаг ГУЛАГ» А. С. Солженицын часто ссылается на произведения Авербаха.

## Книги
- К вящей славе Господней (Ad majorem Dei Gloriam): роман в 4 частях. М.: Московские учебники (СиДипресс), 2008. т. 1. — 468 с. — ISBN 978-5-8443-0062-2; Т. 2. — 428 с. — ISBN 978-5-8443-0065-3.
- К вящей славе Господней (Ad majorem Dei gloriam). Роман в четырёх частях. В двух томах. М.: ЗАО «Московские учебники», 2008.
- Гадюка. В газ. «Заполярье», № 198 (9340), 16 октября 1990 г.
- Самоуправство. В газ. «Заполярье», № 160 (9042), 19 авг. 1989 г., 161 (9043), 22 авг. 1989 г.